# I Said I Love You First
I Said I Love You First é o álbum de estúdio colaborativo entre a cantora estadunidense Selena Gomez e o produtor musical estadunidense Benny Blanco, lançado em 21 de março de 2025 através da SMG Music, Friend Keep Secrets e Interscope Records. É o quarto álbum de estúdio de Gomez e o segundo de Blanco. O projeto conta com participações de Gracie Abrams, The Marías, GloRilla, Tainy e J Balvin. 

## Antecedentes
A primeira vez que Gomez e Blanco colaboraram foi no segundo álbum de estúdio da cantora, Revival (2015). Para o álbum, Blanco produziu as canções "Kill Em with Kidness" e "Same Old Love". Os dois posteriormente trabalharam juntos novamente no single "I Can't Get Enough" (2019), com Tainy e J Balvin. Blanco produziu ainda a canção "Single Soon" de Gomez, lançada em agosto de 2023.
Em dezembro de 2023, Gomez confirmou oficialmente seu relacionamento com Blanco e, em dezembro de 2024, o casal anunciou oficialmente seu noivado. Em janeiro de 2024, Gomez declarou que prefere atuar à música e tem apenas "mais um álbum em [sua] conta". Ela revelou que "nunca teve a intenção de ser cantora em tempo integral", mas "esse hobby" evoluiu para uma carreira quando ela estava trabalhando com a Disney.
A primeira especulação sobre o possível retorno de Gomez à música surgiu em 12 de fevereiro, depois que o The Sun relatou: "Gomez lançará uma nova música surpresa antes do BAFTA depois de prometer anteriormente se concentrar em sua carreira de atriz", e "a canção será compartilhada no Dia dos Namorados". No 40º Festival Internacional de Cinema de Santa Bárbara em 10 de fevereiro, onde Gomez recebeu o Prêmio Virtuoso por sua atuação em Emilia Pérez, Gomez disse: "Será muito difícil para mim voltar à música depois de [Emilia Pérez]"; apesar de suas declarações anteriores, Gomez anunciou um álbum de estúdio colaborativo com seu noivo Benny Blanco escrevendo em seu Instagram: "Eu sempre engano vocês, meu novo álbum I Said I Love You First com meu melhor amigo, será lançado em 21/03".
De acordo com um comunicado à imprensa, o álbum celebrará "a história de amor do casal": "Ele narra toda a sua história—antes de se conhecerem, se apaixonarem e olharem para o que o futuro reserva". Gomez anunciou seu noivado com Blanco em 11 de dezembro de 2024, após um período de rumores na mídia. O anúncio se tornou um dos engajamentos de celebridades de alto perfil mais visíveis, gerando US$30 milhões em valor de mídia conquistado (EMV) e uma das postagens mais curtidas do Instagram. 77 Diamonds, a maior joalheria de diamantes online da Europa, relatou um aumento de 67 por cento nas vendas de marquise após seu anúncio em relação ao mesmo período do ano passado. "Houve um aumento nos pedidos de sob medida, então o aumento pode ser mais profundo nas próximas semanas". A Vogue chamou o casamento de Gomez e Blanco de "o casamento mais esperado do ano".

## Singles
Em 13 de fevereiro de 2025, "Scared of Loving You" foi lançada de surpresa como primeiro single promocional do álbum, acompanhada de seu videoclipe. A canção é uma balada escrita com Finneas. Uma faixa intitulada "Younger and Hotter Than Me" foi indicada como futuro single em entrevista para a revista Interview.

## Lista de faixas
| N.º            | Título                                          | Compositor(es)                                                                                                | Produtor(es)                      | Duração |  |
| 1.             | "I Said I Love You First"                       | Selena Gomez Benjamin Levin Finneas O'Connell                                                                 | Benny Blanco Finneas              | 0:44    |  |
| 2.             | "Younger and Hotter Than Me"                    | Gomez Levin O'Connell                                                                                         | Blanco Finneas Bart Schoudel      | 3:09    |  |
| 3.             | "Call Me When You Break Up" (com Gracie Abrams) | Gomez Levin Magnus Høiberg Abrams Justin Tranter Julia Michaels Dylan Brady Mattias Larsson Robin Fredriksson | Benny Blanco Cashmere Cat Brady   | 2:06    |  |
| 4.             | "Ojos Tristes"                                  | Gomez Levin Amanda Ibanez María Zardoya Ana Magdalena Manuel Alejandro                                        | Blanco Josh Conway Zardoya        | 3:21    |  |
| 5.             | "Don't Wanna Cry"                               | Gomez Levin Blake Slatkin Sébastien Akchoté-Bozović Tranter Jackson Shanks Mikky Ekko Høiberg                 | Blanco Slatkin Sebastian Shanks   | 3:27    |  |
| 6.             | "Sunset Blvd"                                   | Gomez Levin Tranter Høiberg Michael Pollack Amanda Ibanez Jeremy Malvin                                       | Blanco Chrome Sparks Schoudel     | 2:47    |  |
| 7.             | "Cowboy"                                        | Gomez Levin Høiberg Ibanez Jake Torrey                                                                        | Blanco Cashmere Cat               | 3:04    |  |
| 8.             | "Bluest Flame"                                  | Gomez Levin Charlotte Aitchison Høiberg Brady                                                                 | Blanco Cashmere Cat Brady         | 2:42    |  |
| 9.             | "How Does It Feel to Be Forgotten"              | Gomez Levin Ekko Tranter William Fly                                                                          | Blanco                            | 2:41    |  |
| 10.            | "Do You Wanna Be Perfect?"                      | Gomez Levin Høiberg Malvin                                                                                    | Blanco Cashmere Cat Chrome Sparks | 0:37    |  |
| 11.            | "You Said You Were Sorry"                       | Gomez Levin Høiberg Ibanez Tranter Byron                                                                      | Blanco Cashmere Cat               | 2:59    |  |
| 12.            | "I Can't Get Enough" (com Tainy e J Balvin)     | Gomez Levin Cristina Chiluiza Jhay Cortez Marco Masis Mike Sabath José Osorio                                 | Blanco Tainy                      | 2:37    |  |
| 13.            | "Don't Take It Personally"                      | Gomez Levin Slatkin Ekko Tranter                                                                              | Blanco Slatkin                    | 2:34    |  |
| 14.            | "Scared of Loving You"                          | Gomez Levin O'Connell                                                                                         | Blanco Finneas Schoudel           | 1:50    |  |
| Duração total: | Duração total:                                  | Duração total:                                                                                                | Duração total:                    | 34:38   |  |